# Oedignatha mogamoga
Oedignatha mogamoga is een spinnensoort uit de familie van de bodemzakspinnen (Liocranidae).
De wetenschappelijke naam van de soort werd in 1955 gepubliceerd door Brian John Marples.